# Étoile de Bessèges 2021
Étoile de Bessèges 2021 var den 51. udgave af det franske etapeløb Étoile de Bessèges. Cykelløbets fem etaper blev kørt over 615,2 km i departementet Gard, med start den 3. februar i Bellegarde, til 7. februar 2021 hvor det sluttede med en enkeltstart i Alés. Løbet var en del af UCI Europe Tour 2021. I forhold til løbet i 2020 hvor der var syv World Tour-hold til start, var der i 2021 tilmeldt 11. I alt skulle der stille 22 hold til start, hvor der året før var 20. Men få timer før starten på 1. etape trak Sport Vlaanderen-Baloise sig fra løbet, da én fra holdets personale blev testet positiv for COVID-19.
Løbet blev vundet af belgiske Tim Wellens fra Lotto-Soudal, efter han forsvarede den samlede føring han fik med sejren på 3. etape. 53 sekunder efter kom Michał Kwiatkowski fra Ineos Grenadiers ind på andenpladsen, mens Bora-Hansgrohes Nils Politt tog den sidste plads på podiet. Mads Würtz Schmidt fra Israel Start-Up Nation blev med femtepladsen bedste placerede dansker.

## Etaperne
| Etape    | Dato    | Start – Mål                             | type          | Afstand (km) | Etapevinder        | Førende rytter     |
| -------- | ------- | --------------------------------------- | ------------- | ------------ | ------------------ | ------------------ |
| 1. etape | 3. feb. | Bellegarde – Bellegarde                 | flad etape    | 143,6        | Christophe Laporte | Christophe Laporte |
| 2. etape | 4. feb. | Saint-Geniès-de-Malgoirès – La Calmette | flad etape    | 153,8        | Timothy Dupont     | Christophe Laporte |
| 3. etape | 5. feb. | Bessèges – Bessèges                     | kuperet etape | 156,9        | Tim Wellens        | Tim Wellens        |
| 4. etape | 6. feb. | Rousson – Saint-Siffret                 | kuperet etape | 150,2        | Filippo Ganna      | Tim Wellens        |
| 5. etape | 7. feb. | Alès – Alès                             | enkeltstart   | 10,7         | Filippo Ganna      | Tim Wellens        |

### 1. etape
| Bellegarde - Bellegarde | flad etape | (143,6 km) |

| \| Etaperesultat \| Etaperesultat \| Etaperesultat \| Etaperesultat \| Etaperesultat \| \| Rytter \| Rytter \| Hold \| Tid \| \| \| ------------- \| ------------------ \| ---------------------------------- \| ------------- \| ------------- \| \| 1. \| Christophe Laporte \| Cofidis \| 3t 14' 32" \| \| \| 2. \| Nacer Bouhanni \| Arkéa-Samsic \| + 0" \| \| \| 3. \| Mads Pedersen \| Trek-Segafredo \| + 2" \| \| \| 4. \| Giacomo Nizzolo \| Qhubeka Assos \| + 2" \| \| \| 5. \| Michał Kwiatkowski \| Ineos Grenadiers \| + 2" \| \| \| 6. \| Jordi Meeus \| Bora-Hansgrohe \| + 2" \| \| \| 7. \| Bryan Coquard \| B&B Hotels p/b KTM \| + 2" \| \| \| 8. \| John Degenkolb \| Lotto-Soudal \| + 2" \| \| \| 9. \| Jake Stewart \| Groupama-FDJ \| + 2" \| \| \| 10. \| Danny van Poppel \| Intermarché-Wanty-Gobert Matériaux \| + 2" \| \| |                    |                                    |            |
| |                    |                                    |            |
| Kilde: ProCyclingStats |                    |                                    |            |
| Etaperesultat |                    |                                    |            |
| Rytter | Rytter             | Hold                               | Tid        |
| 1. | Christophe Laporte | Cofidis                            | 3t 14' 32" |
| 2. | Nacer Bouhanni     | Arkéa-Samsic                       | + 0"       |
| 3. | Mads Pedersen      | Trek-Segafredo                     | + 2"       |
| 4. | Giacomo Nizzolo    | Qhubeka Assos                      | + 2"       |
| 5. | Michał Kwiatkowski | Ineos Grenadiers                   | + 2"       |
| 6. | Jordi Meeus        | Bora-Hansgrohe                     | + 2"       |
| 7. | Bryan Coquard      | B&B Hotels p/b KTM                 | + 2"       |
| 8. | John Degenkolb     | Lotto-Soudal                       | + 2"       |
| 9. | Jake Stewart       | Groupama-FDJ                       | + 2"       |
| 10. | Danny van Poppel   | Intermarché-Wanty-Gobert Matériaux | + 2"       |

| \| Samlede stilling \| Samlede stilling \| Samlede stilling \| Samlede stilling \| Samlede stilling \| \| Rytter \| Rytter \| Hold \| Tid \| \| \| ---------------- \| ------------------ \| ---------------------------------- \| ---------------- \| ---------------- \| \| 1. \| Christophe Laporte \| Cofidis \| 3t 14' 22" \| \| \| 2. \| Nacer Bouhanni \| Arkéa-Samsic \| + 4" \| \| \| 3. \| Mads Pedersen \| Trek-Segafredo \| + 8" \| \| \| 4. \| Giacomo Nizzolo \| Qhubeka Assos \| + 12" \| \| \| 5. \| Michał Kwiatkowski \| Ineos Grenadiers \| + 12" \| \| \| 6. \| Jordi Meeus \| Bora-Hansgrohe \| + 12" \| \| \| 7. \| Bryan Coquard \| B&B Hotels p/b KTM \| + 12" \| \| \| 8. \| John Degenkolb \| Lotto-Soudal \| + 12" \| \| \| 9. \| Jake Stewart \| Groupama-FDJ \| + 12" \| \| \| 10. \| Danny van Poppel \| Intermarché-Wanty-Gobert Matériaux \| + 12" \| \| |                    |                                    |            |
| |                    |                                    |            |
| Kilde: ProCyclingStats |                    |                                    |            |
| Samlede stilling |                    |                                    |            |
| Rytter | Rytter             | Hold                               | Tid        |
| 1. | Christophe Laporte | Cofidis                            | 3t 14' 22" |
| 2. | Nacer Bouhanni     | Arkéa-Samsic                       | + 4"       |
| 3. | Mads Pedersen      | Trek-Segafredo                     | + 8"       |
| 4. | Giacomo Nizzolo    | Qhubeka Assos                      | + 12"      |
| 5. | Michał Kwiatkowski | Ineos Grenadiers                   | + 12"      |
| 6. | Jordi Meeus        | Bora-Hansgrohe                     | + 12"      |
| 7. | Bryan Coquard      | B&B Hotels p/b KTM                 | + 12"      |
| 8. | John Degenkolb     | Lotto-Soudal                       | + 12"      |
| 9. | Jake Stewart       | Groupama-FDJ                       | + 12"      |
| 10. | Danny van Poppel   | Intermarché-Wanty-Gobert Matériaux | + 12"      |

### 2. etape
| Saint-Geniès-de-Malgoirès - La Calmette | flad etape | (153,8 km) |

| \| Etaperesultat \| Etaperesultat \| Etaperesultat \| Etaperesultat \| Etaperesultat \| \| Rytter \| Rytter \| Hold \| Tid \| \| \| ------------- \| ------------------ \| ---------------------- \| ------------- \| ------------- \| \| 1. \| Timothy Dupont \| Bingoal-WB \| 3t 35' 15" \| \| \| 2. \| Pierre Barbier \| Delko \| + 0" \| \| \| 3. \| Giacomo Nizzolo \| Qhubeka Assos \| + 0" \| \| \| 4. \| Rudy Barbier \| Israel Start-Up Nation \| + 0" \| \| \| 5. \| Christophe Laporte \| Cofidis \| + 0" \| \| \| 6. \| Nacer Bouhanni \| Arkéa-Samsic \| + 0" \| \| \| 7. \| Marc Sarreau \| AG2R Citroën Team \| + 0" \| \| \| 8. \| Gerben Thijssen \| Lotto-Soudal \| + 0" \| \| \| 9. \| Silvan Dillier \| Alpecin-Fenix \| + 0" \| \| \| 10. \| Edward Theuns \| Trek-Segafredo \| + 0" \| \| |                    |                        |            |
| |                    |                        |            |
| Kilde: ProCyclingStats |                    |                        |            |
| Etaperesultat |                    |                        |            |
| Rytter | Rytter             | Hold                   | Tid        |
| 1. | Timothy Dupont     | Bingoal-WB             | 3t 35' 15" |
| 2. | Pierre Barbier     | Delko                  | + 0"       |
| 3. | Giacomo Nizzolo    | Qhubeka Assos          | + 0"       |
| 4. | Rudy Barbier       | Israel Start-Up Nation | + 0"       |
| 5. | Christophe Laporte | Cofidis                | + 0"       |
| 6. | Nacer Bouhanni     | Arkéa-Samsic           | + 0"       |
| 7. | Marc Sarreau       | AG2R Citroën Team      | + 0"       |
| 8. | Gerben Thijssen    | Lotto-Soudal           | + 0"       |
| 9. | Silvan Dillier     | Alpecin-Fenix          | + 0"       |
| 10. | Edward Theuns      | Trek-Segafredo         | + 0"       |

| \| Samlede stilling \| Samlede stilling \| Samlede stilling \| Samlede stilling \| Samlede stilling \| \| Rytter \| Rytter \| Hold \| Tid \| \| \| ---------------- \| ------------------ \| --------------------- \| ---------------- \| ---------------- \| \| 1. \| Christophe Laporte \| Cofidis \| 6t 49' 37" \| \| \| 2. \| Timothy Dupont \| Bingoal-WB \| + 2" \| \| \| 3. \| Nacer Bouhanni \| Arkéa-Samsic \| + 4" \| \| \| 4. \| Pierre Barbier \| Delko \| + 6" \| \| \| 5. \| Ludovic Robeet \| Bingoal-WB \| + 7" \| \| \| 6. \| Giacomo Nizzolo \| Qhubeka Assos \| + 8" \| \| \| 7. \| Mads Pedersen \| Trek-Segafredo \| + 8" \| \| \| 8. \| Tony Hurel \| Saint Michel-Auber 93 \| + 9" \| \| \| 9. \| Alexandre Delettre \| Delko \| + 11" \| \| \| 10. \| Bryan Coquard \| B&B Hotels p/b KTM \| + 12" \| \| |                    |                       |            |
| |                    |                       |            |
| Kilde: ProCyclingStats |                    |                       |            |
| Samlede stilling |                    |                       |            |
| Rytter | Rytter             | Hold                  | Tid        |
| 1. | Christophe Laporte | Cofidis               | 6t 49' 37" |
| 2. | Timothy Dupont     | Bingoal-WB            | + 2"       |
| 3. | Nacer Bouhanni     | Arkéa-Samsic          | + 4"       |
| 4. | Pierre Barbier     | Delko                 | + 6"       |
| 5. | Ludovic Robeet     | Bingoal-WB            | + 7"       |
| 6. | Giacomo Nizzolo    | Qhubeka Assos         | + 8"       |
| 7. | Mads Pedersen      | Trek-Segafredo        | + 8"       |
| 8. | Tony Hurel         | Saint Michel-Auber 93 | + 9"       |
| 9. | Alexandre Delettre | Delko                 | + 11"      |
| 10. | Bryan Coquard      | B&B Hotels p/b KTM    | + 12"      |

### 3. etape
| Bessèges - Bessèges | kuperet etape | (156,9 km) |

| \| Etaperesultat \| Etaperesultat \| Etaperesultat \| Etaperesultat \| Etaperesultat \| \| Rytter \| Rytter \| Hold \| Tid \| \| \| ------------- \| ------------------ \| ---------------------- \| ------------- \| ------------- \| \| 1. \| Tim Wellens \| Lotto-Soudal \| 3t 28' 02" \| \| \| 2. \| Edward Theuns \| Trek-Segafredo \| + 37" \| \| \| 3. \| Mads Würtz Schmidt \| Israel Start-Up Nation \| + 37" \| \| \| 4. \| Greg Van Avermaet \| AG2R Citroën Team \| + 37" \| \| \| 5. \| Philippe Gilbert \| Lotto-Soudal \| + 37" \| \| \| 6. \| Cyril Barthe \| B&B Hotels p/b KTM \| + 37" \| \| \| 7. \| Jake Stewart \| Groupama-FDJ \| + 37" \| \| \| 8. \| Nils Politt \| Bora-Hansgrohe \| + 37" \| \| \| 9. \| Michael Gogl \| Qhubeka Assos \| + 37" \| \| \| 10. \| Michał Kwiatkowski \| Ineos Grenadiers \| + 37" \| \| |                    |                        |            |
| |                    |                        |            |
| Kilde: ProCyclingStats |                    |                        |            |
| Etaperesultat |                    |                        |            |
| Rytter | Rytter             | Hold                   | Tid        |
| 1. | Tim Wellens        | Lotto-Soudal           | 3t 28' 02" |
| 2. | Edward Theuns      | Trek-Segafredo         | + 37"      |
| 3. | Mads Würtz Schmidt | Israel Start-Up Nation | + 37"      |
| 4. | Greg Van Avermaet  | AG2R Citroën Team      | + 37"      |
| 5. | Philippe Gilbert   | Lotto-Soudal           | + 37"      |
| 6. | Cyril Barthe       | B&B Hotels p/b KTM     | + 37"      |
| 7. | Jake Stewart       | Groupama-FDJ           | + 37"      |
| 8. | Nils Politt        | Bora-Hansgrohe         | + 37"      |
| 9. | Michael Gogl       | Qhubeka Assos          | + 37"      |
| 10. | Michał Kwiatkowski | Ineos Grenadiers       | + 37"      |

| \| Samlede stilling \| Samlede stilling \| Samlede stilling \| Samlede stilling \| Samlede stilling \| \| Rytter \| Rytter \| Hold \| Tid \| \| \| ---------------- \| ------------------ \| ---------------------- \| ---------------- \| ---------------- \| \| 1. \| Tim Wellens \| Lotto-Soudal \| 10t 17' 38" \| \| \| 2. \| Edward Theuns \| Trek-Segafredo \| + 44" \| \| \| 3. \| Mads Würtz Schmidt \| Israel Start-Up Nation \| + 46" \| \| \| 4. \| Michał Kwiatkowski \| Ineos Grenadiers \| + 48" \| \| \| 5. \| Philippe Gilbert \| Lotto-Soudal \| + 49" \| \| \| 6. \| Jake Stewart \| Groupama-FDJ \| + 50" \| \| \| 7. \| Greg Van Avermaet \| AG2R Citroën Team \| + 50" \| \| \| 8. \| Michael Gogl \| Qhubeka Assos \| + 50" \| \| \| 9. \| Cyril Barthe \| B&B Hotels p/b KTM \| + 50" \| \| \| 10. \| Stefano Oldani \| Lotto-Soudal \| + 50" \| \| |                    |                        |             |
| |                    |                        |             |
| Kilde: ProCyclingStats |                    |                        |             |
| Samlede stilling |                    |                        |             |
| Rytter | Rytter             | Hold                   | Tid         |
| 1. | Tim Wellens        | Lotto-Soudal           | 10t 17' 38" |
| 2. | Edward Theuns      | Trek-Segafredo         | + 44"       |
| 3. | Mads Würtz Schmidt | Israel Start-Up Nation | + 46"       |
| 4. | Michał Kwiatkowski | Ineos Grenadiers       | + 48"       |
| 5. | Philippe Gilbert   | Lotto-Soudal           | + 49"       |
| 6. | Jake Stewart       | Groupama-FDJ           | + 50"       |
| 7. | Greg Van Avermaet  | AG2R Citroën Team      | + 50"       |
| 8. | Michael Gogl       | Qhubeka Assos          | + 50"       |
| 9. | Cyril Barthe       | B&B Hotels p/b KTM     | + 50"       |
| 10. | Stefano Oldani     | Lotto-Soudal           | + 50"       |

### 4. etape
| Rousson - Saint-Siffret | kuperet etape | (150,2 km) |

| \| Etaperesultat \| Etaperesultat \| Etaperesultat \| Etaperesultat \| Etaperesultat \| \| Rytter \| Rytter \| Hold \| Tid \| \| \| ------------- \| ------------------ \| ---------------------- \| ------------- \| ------------- \| \| 1. \| Filippo Ganna \| Ineos Grenadiers \| 3t 22' 57" \| \| \| 2. \| Christophe Laporte \| Cofidis \| + 17" \| \| \| 3. \| Pascal Ackermann \| Bora-Hansgrohe \| + 17" \| \| \| 4. \| Greg Van Avermaet \| AG2R Citroën Team \| + 17" \| \| \| 5. \| Milan Menten \| Bingoal-WB \| + 17" \| \| \| 6. \| Bryan Coquard \| B&B Hotels p/b KTM \| + 17" \| \| \| 7. \| Cyril Barthe \| B&B Hotels p/b KTM \| + 17" \| \| \| 8. \| Nils Politt \| Bora-Hansgrohe \| + 17" \| \| \| 9. \| August Jensen \| Delko \| + 17" \| \| \| 10. \| Mads Würtz Schmidt \| Israel Start-Up Nation \| + 17" \| \| |                    |                        |            |
| |                    |                        |            |
| Kilde: ProCyclingStats |                    |                        |            |
| Etaperesultat |                    |                        |            |
| Rytter | Rytter             | Hold                   | Tid        |
| 1. | Filippo Ganna      | Ineos Grenadiers       | 3t 22' 57" |
| 2. | Christophe Laporte | Cofidis                | + 17"      |
| 3. | Pascal Ackermann   | Bora-Hansgrohe         | + 17"      |
| 4. | Greg Van Avermaet  | AG2R Citroën Team      | + 17"      |
| 5. | Milan Menten       | Bingoal-WB             | + 17"      |
| 6. | Bryan Coquard      | B&B Hotels p/b KTM     | + 17"      |
| 7. | Cyril Barthe       | B&B Hotels p/b KTM     | + 17"      |
| 8. | Nils Politt        | Bora-Hansgrohe         | + 17"      |
| 9. | August Jensen      | Delko                  | + 17"      |
| 10. | Mads Würtz Schmidt | Israel Start-Up Nation | + 17"      |

| \| Samlede stilling \| Samlede stilling \| Samlede stilling \| Samlede stilling \| Samlede stilling \| \| Rytter \| Rytter \| Hold \| Tid \| \| \| ---------------- \| -------------------- \| ---------------------------------- \| ---------------- \| ---------------- \| \| 1. \| Tim Wellens \| Lotto-Soudal \| 13t 40' 54" \| \| \| 2. \| Edward Theuns \| Trek-Segafredo \| + 44" \| \| \| 3. \| Mads Würtz Schmidt \| Israel Start-Up Nation \| + 46" \| \| \| 4. \| Michał Kwiatkowski \| Ineos Grenadiers \| + 48" \| \| \| 5. \| Philippe Gilbert \| Lotto-Soudal \| + 49" \| \| \| 6. \| Greg Van Avermaet \| AG2R Citroën Team \| + 50" \| \| \| 7. \| Jake Stewart \| Groupama-FDJ \| + 50" \| \| \| 8. \| Cyril Barthe \| B&B Hotels p/b KTM \| + 50" \| \| \| 9. \| Nils Politt \| Bora-Hansgrohe \| + 50" \| \| \| 10. \| Odd Christian Eiking \| Intermarché-Wanty-Gobert Matériaux \| + 50" \| \| |                      |                                    |             |
| |                      |                                    |             |
| Kilde: ProCyclingStats |                      |                                    |             |
| Samlede stilling |                      |                                    |             |
| Rytter | Rytter               | Hold                               | Tid         |
| 1. | Tim Wellens          | Lotto-Soudal                       | 13t 40' 54" |
| 2. | Edward Theuns        | Trek-Segafredo                     | + 44"       |
| 3. | Mads Würtz Schmidt   | Israel Start-Up Nation             | + 46"       |
| 4. | Michał Kwiatkowski   | Ineos Grenadiers                   | + 48"       |
| 5. | Philippe Gilbert     | Lotto-Soudal                       | + 49"       |
| 6. | Greg Van Avermaet    | AG2R Citroën Team                  | + 50"       |
| 7. | Jake Stewart         | Groupama-FDJ                       | + 50"       |
| 8. | Cyril Barthe         | B&B Hotels p/b KTM                 | + 50"       |
| 9. | Nils Politt          | Bora-Hansgrohe                     | + 50"       |
| 10. | Odd Christian Eiking | Intermarché-Wanty-Gobert Matériaux | + 50"       |

### 5. etape
| Alès - Alès | enkeltstart | (10,7 km) |

| \| Etaperesultat \| Etaperesultat \| Etaperesultat \| Etaperesultat \| Etaperesultat \| \| Rytter \| Rytter \| Hold \| Tid \| \| \| ------------- \| ------------------ \| ------------------ \| ------------- \| ------------- \| \| 1. \| Filippo Ganna \| Ineos Grenadiers \| 15' 00" \| \| \| 2. \| Benjamin Thomas \| Groupama-FDJ \| + 10" \| \| \| 3. \| Ethan Hayter \| Ineos Grenadiers \| + 21" \| \| \| 4. \| Tim Wellens \| Lotto-Soudal \| + 29" \| \| \| 5. \| Christophe Laporte \| Cofidis \| + 31" \| \| \| 6. \| Michał Kwiatkowski \| Ineos Grenadiers \| + 34" \| \| \| 7. \| Alberto Bettiol \| EF Education-Nippo \| + 35" \| \| \| 8. \| Owain Doull \| Ineos Grenadiers \| + 38" \| \| \| 9. \| Nils Politt \| Bora-Hansgrohe \| + 38" \| \| \| 10. \| Jake Stewart \| Groupama-FDJ \| + 41" \| \| |                    |                    |         |
| |                    |                    |         |
| Kilde: ProCyclingStats |                    |                    |         |
| Etaperesultat |                    |                    |         |
| Rytter | Rytter             | Hold               | Tid     |
| 1. | Filippo Ganna      | Ineos Grenadiers   | 15' 00" |
| 2. | Benjamin Thomas    | Groupama-FDJ       | + 10"   |
| 3. | Ethan Hayter       | Ineos Grenadiers   | + 21"   |
| 4. | Tim Wellens        | Lotto-Soudal       | + 29"   |
| 5. | Christophe Laporte | Cofidis            | + 31"   |
| 6. | Michał Kwiatkowski | Ineos Grenadiers   | + 34"   |
| 7. | Alberto Bettiol    | EF Education-Nippo | + 35"   |
| 8. | Owain Doull        | Ineos Grenadiers   | + 38"   |
| 9. | Nils Politt        | Bora-Hansgrohe     | + 38"   |
| 10. | Jake Stewart       | Groupama-FDJ       | + 41"   |

## Resultater

### Samlede stilling
| \| Samlede stilling \| Samlede stilling \| Samlede stilling \| Samlede stilling \| Samlede stilling \| \| Rytter \| Rytter \| Hold \| Tid \| \| \| ---------------- \| -------------------- \| ---------------------------------- \| ---------------- \| ---------------- \| \| 1. \| Tim Wellens \| Lotto-Soudal \| 13t 56' 23" \| \| \| 2. \| Michał Kwiatkowski \| Ineos Grenadiers \| + 53" \| \| \| 3. \| Nils Politt \| Bora-Hansgrohe \| + 59" \| \| \| 4. \| Jake Stewart \| Groupama-FDJ \| + 1' 02" \| \| \| 5. \| Mads Würtz Schmidt \| Israel Start-Up Nation \| + 1' 19" \| \| \| 6. \| Michael Gogl \| Qhubeka Assos \| + 1' 24" \| \| \| 7. \| Greg Van Avermaet \| AG2R Citroën Team \| + 1' 25" \| \| \| 8. \| Edward Theuns \| Trek-Segafredo \| + 1' 36" \| \| \| 9. \| Clément Carisey \| Delko \| + 1' 41" \| \| \| 10. \| Odd Christian Eiking \| Intermarché-Wanty-Gobert Matériaux \| + 1' 45" \| \| |                      |                                    |             |
| |                      |                                    |             |
| Kilde: ProCyclingStats |                      |                                    |             |
| Samlede stilling |                      |                                    |             |
| Rytter | Rytter               | Hold                               | Tid         |
| 1. | Tim Wellens          | Lotto-Soudal                       | 13t 56' 23" |
| 2. | Michał Kwiatkowski   | Ineos Grenadiers                   | + 53"       |
| 3. | Nils Politt          | Bora-Hansgrohe                     | + 59"       |
| 4. | Jake Stewart         | Groupama-FDJ                       | + 1' 02"    |
| 5. | Mads Würtz Schmidt   | Israel Start-Up Nation             | + 1' 19"    |
| 6. | Michael Gogl         | Qhubeka Assos                      | + 1' 24"    |
| 7. | Greg Van Avermaet    | AG2R Citroën Team                  | + 1' 25"    |
| 8. | Edward Theuns        | Trek-Segafredo                     | + 1' 36"    |
| 9. | Clément Carisey      | Delko                              | + 1' 41"    |
| 10. | Odd Christian Eiking | Intermarché-Wanty-Gobert Matériaux | + 1' 45"    |

### Pointkonkurrencen
| Pointkonkurrence | Pointkonkurrence   | Pointkonkurrence       | Pointkonkurrence | Pointkonkurrence |
| Rytter           | Rytter             | Hold                   | Point            |                  |
| ---------------- | ------------------ | ---------------------- | ---------------- | ---------------- |
| 1.               | Christophe Laporte | Cofidis                | 69 point         |                  |
| 2.               | Filippo Ganna      | Ineos Grenadiers       | 56 point         |                  |
| 3.               | Tim Wellens        | Lotto-Soudal           | 49 point         |                  |
| 4.               | Michał Kwiatkowski | Ineos Grenadiers       | 32 point         |                  |
| 5.               | Edward Theuns      | Trek-Segafredo         | 31 point         |                  |
| 6.               | Giacomo Nizzolo    | Qhubeka Assos          | 31 point         |                  |
| 7.               | Nacer Bouhanni     | Arkéa-Samsic           | 30 point         |                  |
| 8.               | Greg Van Avermaet  | AG2R Citroën Team      | 29 point         |                  |
| 9.               | Timothy Dupont     | Bingoal-WB             | 25 point         |                  |
| 10.              | Mads Würtz Schmidt | Israel Start-Up Nation | 24 point         |                  |

### Bjergkonkurrencen
| Bjergkonkurrence | Bjergkonkurrence   | Bjergkonkurrence   | Bjergkonkurrence | Bjergkonkurrence |
| Rytter           | Rytter             | Hold               | Point            |                  |
| ---------------- | ------------------ | ------------------ | ---------------- | ---------------- |
| 1.               | Alexandre Delettre | Delko              | 28 point         |                  |
| 2.               | Ludovic Robeet     | Bingoal-WB         | 18 point         |                  |
| 3.               | Tim Wellens        | Lotto-Soudal       | 14 point         |                  |
| 4.               | Michał Kwiatkowski | Ineos Grenadiers   | 10 point         |                  |
| 5.               | Ethan Hayter       | Ineos Grenadiers   | 10 point         |                  |
| 6.               | Filippo Ganna      | Ineos Grenadiers   | 10 point         |                  |
| 7.               | Alexys Brunel      | Groupama-FDJ       | 8 point          |                  |
| 8.               | Rigoberto Urán     | EF Education-Nippo | 8 point          |                  |
| 9.               | Anthony Perez      | Cofidis            | 8 point          |                  |
| 10.              | Vojtěch Řepa       | Equipo Kern Pharma | 8 point          |                  |

### Ungdomskonkurrencen
| Ungdomskonkurrence | Ungdomskonkurrence | Ungdomskonkurrence | Ungdomskonkurrence | Ungdomskonkurrence |
| Rytter             | Rytter             | Hold               | Tid                |                    |
| ------------------ | ------------------ | ------------------ | ------------------ | ------------------ |
| 1.                 | Jake Stewart       | Groupama-FDJ       | 13t 57' 25"        |                    |
| 2.                 | Stefano Oldani     | Lotto-Soudal       | + 1' 26"           |                    |
| 3.                 | Roger Adrià        | Equipo Kern Pharma | + 2' 46"           |                    |
| 4.                 | Alexys Brunel      | Groupama-FDJ       | + 3' 09"           |                    |
| 5.                 | Raúl García Pierna | Equipo Kern Pharma | + 3' 43"           |                    |
| 6.                 | Tobias Bayer       | Alpecin-Fenix      | + 4' 02"           |                    |
| 7.                 | Brent Van Moer     | Lotto-Soudal       | + 4' 43"           |                    |
| 8.                 | Andreas Kron       | Lotto-Soudal       | + 4' 53"           |                    |
| 9.                 | Matis Louvel       | Arkéa-Samsic       | + 5' 43"           |                    |
| 10.                | Mattias Skjelmose  | Trek-Segafredo     | + 10' 39"          |                    |

### Holdkonkurrencen
| Holdkonkurrence | Holdkonkurrence        | Holdkonkurrence | Holdkonkurrence |
| Hold            | Hold                   | Tid             |                 |
| --------------- | ---------------------- | --------------- | --------------- |
| 1.              | Lotto Soudal           | 41t 53' 02"     |                 |
| 2.              | Ineos Grenadiers       | + 57"           |                 |
| 3.              | Groupama-FDJ           | + 4' 41"        |                 |
| 4.              | Equipo Kern Pharma     | + 5' 45"        |                 |
| 5.              | Bora-Hansgrohe         | + 5' 56"        |                 |
| 6.              | Trek-Segafredo         | + 6' 16"        |                 |
| 7.              | AG2R Citroën Team      | + 6' 34"        |                 |
| 8.              | Israel Start-Up Nation | + 6' 45"        |                 |
| 9.              | Qhubeka Assos          | + 6' 49"        |                 |
| 10.             | B&B Hotels p/b KTM     | + 6' 55"        |                 |

## Trøjernes fordeling gennem løbet
| Etape             | Vinder             | Orange førertrøje  | Bjergtrøje         | Pointtrøje         | Ungdomstrøje | Holdkonkurrence |
| ----------------- | ------------------ | ------------------ | ------------------ | ------------------ | ------------ | --------------- |
| 1                 | Christophe Laporte | Christophe Laporte | Alexandre Delettre | Christophe Laporte | Jordi Meeus  | Arkéa-Samsic    |
| 2                 | Timothy Dupont     | Christophe Laporte | Alexandre Delettre | Christophe Laporte | Jake Stewart | Arkéa-Samsic    |
| 3                 | Tim Wellens        | Tim Wellens        | Alexandre Delettre | Christophe Laporte | Jake Stewart | Lotto-Soudal    |
| 4                 | Filippo Ganna      | Tim Wellens        | Alexandre Delettre | Christophe Laporte | Jake Stewart | Lotto-Soudal    |
| 5                 | Filippo Ganna      | Tim Wellens        | Alexandre Delettre | Christophe Laporte | Jake Stewart | Lotto-Soudal    |
| Samlet klassement | Samlet klassement  | Tim Wellens        | Alexandre Delettre | Christophe Laporte | Jake Stewart | Lotto-Soudal    |

## Hold og ryttere
| UCI WorldTeams (11)- AG2R Citroën Team - Bora-Hansgrohe - Cofidis - EF Education-Nippo - Groupama-FDJ - Israel Start-Up Nation - Ineos Grenadiers - Intermarché-Wanty-Gobert Matériaux - Lotto Soudal - Qhubeka Assos - Trek-Segafredo UCI ProTeams (7)- Alpecin-Fenix - B&B Hotels p/b KTM - Bingoal-WB - Delko - Equipo Kern Pharma - Arkéa-Samsic - Total Direct Énergie UCI Kontinentalhold (3)- Cambodia Cycling Academy - Xelliss-Roubaix Lille Métropole - Saint Michel-Auber 93 |
| |

### Danske ryttere
| Danske ryttere på startlisten |                    |                        |           |
| Rygnummer                     | Rytter             | Hold                   | Placering |
| 25                            | Mattias Skjelmose  | Trek-Segafredo         | 73        |
| 26                            | Mads Pedersen      | Trek-Segafredo         | 70        |
| 46                            | Michael Valgren    | EF Education-Nippo     | DNS-2     |
| 64                            | Andreas Kron       | Lotto-Soudal           | 62        |
| 77                            | Frederik Wandahl   | Bora-Hansgrohe         | 99        |
| 96                            | Mads Würtz Schmidt | Israel Start-Up Nation | 5         |
| 124                           | Andreas Stokbro    | Team Qhubeka Assos     | DNS-2     |

* DNF = gennemførte ikke

* DNS = stillede ikke til start

### Startliste
| AG2R Citroën Team ACT | AG2R Citroën Team ACT   | AG2R Citroën Team ACT |
| --------------------- | ----------------------- | --------------------- |
| Nr.                   | Rytter                  | Placering             |
| 1                     | Greg Van Avermaet (BEL) | 7.                    |
| 2                     | Oliver Naesen (BEL)     | 31.                   |
| 3                     | Marc Sarreau (FRA)      | 88.                   |
| 4                     | Julien Duval (FRA)      | 117.                  |
| 5                     | Alexis Gougeard (FRA)   | 42.                   |
| 6                     | Lawrence Naesen (BEL)   | 93.                   |
| 7                     | Damien Touzé (FRA)      | 60.                   |

| Ineos Grenadiers IGD | Ineos Grenadiers IGD              | Ineos Grenadiers IGD |
| -------------------- | --------------------------------- | -------------------- |
| Nr.                  | Rytter                            | Placering            |
| 11                   | Egan Bernal (COL)                 | 64.                  |
| 12                   | Owain Doull (GBR)                 | 25.                  |
| 13                   | Filippo Ganna (ITA) (enkeltstart) | 13.                  |
| 14                   | Ethan Hayter (GBR)                | 120.                 |
| 15                   | Michał Kwiatkowski (POL)          | 2.                   |
| 16                   | Geraint Thomas (GBR)              | 49.                  |
| 17                   | Salvatore Puccio (ITA)            | 56.                  |

| Trek-Segafredo TFS | Trek-Segafredo TFS      | Trek-Segafredo TFS |
| ------------------ | ----------------------- | ------------------ |
| Nr.                | Rytter                  | Placering          |
| 21                 | Alex Kirsch (LUX)       | 66.                |
| 22                 | Ryan Mullen (IRL)       | 89.                |
| 23                 | Vincenzo Nibali (ITA)   | 26.                |
| 24                 | Bauke Mollema (NED)     | 65.                |
| 25                 | Mattias Skjelmose (DEN) | 73.                |
| 26                 | Mads Pedersen (DEN)     | 70.                |
| 27                 | Edward Theuns (BEL)     | 8.                 |

| Groupama-FDJ GFC | Groupama-FDJ GFC        | Groupama-FDJ GFC |
| ---------------- | ----------------------- | ---------------- |
| Nr.              | Rytter                  | Placering        |
| 31               | Alexys Brunel (FRA)     | 24.              |
| 32               | Fabian Lienhard (SUI)   | 68.              |
| 33               | William Bonnet (FRA)    | 72.              |
| 34               | Jake Stewart (GBR)      | 4.               |
| 35               | Benjamin Thomas (FRA)   | 17.              |
| 36               | Lars van den Berg (NED) | 132.             |
| 37               | Romain Seigle (FRA)     | 58.              |

| EF Education-Nippo EFN | EF Education-Nippo EFN    | EF Education-Nippo EFN |
| ---------------------- | ------------------------- | ---------------------- |
| Nr.                    | Rytter                    | Placering              |
| 41                     | Alberto Bettiol (ITA)     | 20.                    |
| 42                     | Jens Keukeleire (BEL)     | 96.                    |
| 43                     | Sebastian Langeveld (NED) | 84.                    |
| 44                     | Jonas Rutsch (GER)        | 119.                   |
| 45                     | Rigoberto Urán (COL)      | 37.                    |
| 46                     | Michael Valgren (DEN)     | DNS-2                  |
| 47                     | Julius van den Berg (NED) | 118.                   |

| Total Direct Énergie TDE | Total Direct Énergie TDE   | Total Direct Énergie TDE |
| ------------------------ | -------------------------- | ------------------------ |
| Nr.                      | Rytter                     | Placering                |
| 51                       | Edvald Boasson Hagen (NOR) | 78.                      |
| 52                       | Geoffrey Soupe (FRA)       | 131.                     |
| 53                       | Pierre Latour (FRA)        | 19.                      |
| 54                       | Christopher Lawless (GBR)  | DNF-4                    |
| 55                       | Adrien Petit (FRA)         | 128.                     |
| 56                       | Niki Terpstra (NED)        | 129.                     |
| 57                       | Anthony Turgis (FRA)       | 57.                      |

| Lotto-Soudal LTS | Lotto-Soudal LTS       | Lotto-Soudal LTS |
| ---------------- | ---------------------- | ---------------- |
| Nr.              | Rytter                 | Placering        |
| 61               | John Degenkolb (GER)   | 61.              |
| 62               | Philippe Gilbert (BEL) | 11.              |
| 63               | Tim Wellens (BEL)      | 1.               |
| 64               | Andreas Kron (DEN)     | 62.              |
| 65               | Stefano Oldani (ITA)   | 14.              |
| 66               | Gerben Thijssen (BEL)  | 123.             |
| 67               | Brent Van Moer (BEL)   | 59.              |

| Bora-Hansgrohe BOH | Bora-Hansgrohe BOH        | Bora-Hansgrohe BOH |
| ------------------ | ------------------------- | ------------------ |
| Nr.                | Rytter                    | Placering          |
| 71                 | Felix Großschartner (AUT) | 48.                |
| 72                 | Nils Politt (GER)         | 3.                 |
| 73                 | Jordi Meeus (BEL)         | 95.                |
| 74                 | Pascal Ackermann (GER)    | DNS-5              |
| 75                 | Lukas Pöstlberger (AUT)   | 53.                |
| 76                 | Patrick Gamper (AUT)      | 134.               |
| 77                 | Frederik Wandahl (DEN)    | 99.                |

| Arkéa-Samsic ARK | Arkéa-Samsic ARK     | Arkéa-Samsic ARK |
| ---------------- | -------------------- | ---------------- |
| Nr.              | Rytter               | Placering        |
| 81               | Nacer Bouhanni (FRA) | 40.              |
| 82               | Bram Welten (NED)    | 108.             |
| 83               | Daniel McLay (GBR)   | 100.             |
| 84               | Łukasz Owsian (POL)  | 52.              |
| 85               | Clément Russo (FRA)  | 74.              |
| 86               | Matis Louvel (FRA)   | 67.              |
| 87               | Connor Swift (GBR)   | 22.              |

| Israel Start-Up Nation ISN | Israel Start-Up Nation ISN | Israel Start-Up Nation ISN |
| -------------------------- | -------------------------- | -------------------------- |
| Nr.                        | Rytter                     | Placering                  |
| 91                         | Rudy Barbier (FRA)         | 122.                       |
| 92                         | Jenthe Biermans (BEL)      | 46.                        |
| 93                         | Guillaume Boivin (CAN)     | 75.                        |
| 94                         | Ben Hermans (BEL)          | 28.                        |
| 95                         | Alexis Renard (FRA)        | 101.                       |
| 96                         | Mads Würtz Schmidt (DEN)   | 5.                         |
| 97                         | Sep Vanmarcke (BEL)        | 39.                        |

| Cofidis COF | Cofidis COF              | Cofidis COF |
| ----------- | ------------------------ | ----------- |
| Nr.         | Rytter                   | Placering   |
| 101         | Christophe Laporte (FRA) | 16.         |
| 102         | Jempy Drucker (LUX)      | 83.         |
| 103         | Piet Allegaert (BEL)     | 82.         |
| 104         | Tom Bohli (SUI)          | 109.        |
| 105         | Emmanuel Morin (FRA)     | 94.         |
| 106         | Anthony Perez (FRA)      | 69.         |
| 107         | Kenneth Vanbilsen (BEL)  | 114.        |

| Intermarché-Wanty-Gobert Matériaux IWG | Intermarché-Wanty-Gobert Matériaux IWG | Intermarché-Wanty-Gobert Matériaux IWG |
| -------------------------------------- | -------------------------------------- | -------------------------------------- |
| Nr.                                    | Rytter                                 | Placering                              |
| 111                                    | Jonas Koch (GER)                       | 44.                                    |
| 112                                    | Théo Delacroix (FRA)                   | 91.                                    |
| 113                                    | Tom Devriendt (BEL)                    | 113.                                   |
| 114                                    | Odd Christian Eiking (NOR)             | 10.                                    |
| 115                                    | Boy van Poppel (NED)                   | 115.                                   |
| 116                                    | Rein Taaramäe (EST)                    | 29.                                    |
| 117                                    | Danny van Poppel (NED)                 | 104.                                   |

| Qhubeka Assos TQA | Qhubeka Assos TQA                | Qhubeka Assos TQA |
| ----------------- | -------------------------------- | ----------------- |
| Nr.               | Rytter                           | Placering         |
| 121               | Sean Bennett (USA)               | 63.               |
| 122               | Simon Clarke (AUS)               | 54.               |
| 123               | Michael Gogl (AUT)               | 6.                |
| 124               | Andreas Stokbro (DEN)            | DNS-2             |
| 125               | Matteo Pelucchi (ITA)            | 127.              |
| 126               | Łukasz Wiśniowski (POL)          | 87.               |
| 127               | Giacomo Nizzolo (ITA) (landevej) | 90.               |

| B&B Hotels p/b KTM BBK | B&B Hotels p/b KTM BBK | B&B Hotels p/b KTM BBK |
| ---------------------- | ---------------------- | ---------------------- |
| Nr.                    | Rytter                 | Placering              |
| 131                    | Bryan Coquard (FRA)    | 23.                    |
| 132                    | Cyril Barthe (FRA)     | 12.                    |
| 133                    | Jens Debusschere (BEL) | 106.                   |
| 134                    | Jérémy Lecroq (FRA)    | 76.                    |
| 135                    | Cyril Lemoine (FRA)    | 133.                   |
| 136                    | Quentin Pacher (FRA)   | 36.                    |
| 137                    | Kévin Réza (FRA)       | 111.                   |

| Alpecin-Fenix AFC | Alpecin-Fenix AFC               | Alpecin-Fenix AFC |
| ----------------- | ------------------------------- | ----------------- |
| Nr.               | Rytter                          | Placering         |
| 141               | Silvan Dillier (SUI)            | 32.               |
| 142               | Tobias Bayer (AUT)              | 47.               |
| 143               | Tim Merlier (BEL)               | 102.              |
| 144               | Sam Gaze (NZL)                  | 86.               |
| 145               | Senne Leysen (BEL)              | 97.               |
| 146               | Dries De Bondt (BEL) (landevej) | 85.               |
| 147               | Otto Vergaerde (BEL)            | 71.               |

| Sport Vlaanderen-Baloise SVB | Sport Vlaanderen-Baloise SVB | Sport Vlaanderen-Baloise SVB |
| ---------------------------- | ---------------------------- | ---------------------------- |
| Nr.                          | Rytter                       | Placering                    |
| 151                          | Lindsay De Vylder (BEL)      | DNS-1                        |
| 152                          | Rune Herregodts (BEL)        | DNS-1                        |
| 153                          | Jens Reynders (BEL)          | DNS-1                        |
| 154                          | Fabio Van den Bossche (BEL)  | DNS-1                        |
| 155                          | Kenneth Van Rooy (BEL)       | DNS-1                        |
| 156                          | Sasha Weemaes (BEL)          | DNS-1                        |
| 157                          | Thimo Willems (BEL)          | DNS-1                        |

| Delko DKO | Delko DKO                               | Delko DKO |
| --------- | --------------------------------------- | --------- |
| Nr.       | Rytter                                  | Placering |
| 161       | Pierre Barbier (FRA)                    | 125.      |
| 162       | Clément Carisey (FRA)                   | 9.        |
| 163       | Alexandre Delettre (FRA)                | 51.       |
| 164       | Mauro Finetto (ITA)                     | 38.       |
| 165       | Eduard-Michael Grosu (ROU)              | 77.       |
| 166       | Evaldas Šiškevicius (LTU) (enkeltstart) | 41.       |
| 167       | August Jensen (NOR)                     | 35.       |

| Bingoal-WB BWB | Bingoal-WB BWB       | Bingoal-WB BWB |
| -------------- | -------------------- | -------------- |
| Nr.            | Rytter               | Placering      |
| 171            | Arjen Livyns (BEL)   | 50.            |
| 172            | Timothy Dupont (BEL) | 103.           |
| 173            | Milan Menten (BEL)   | 92.            |
| 174            | Tom Paquot (BEL)     | 124.           |
| 175            | Ludovic Robeet (BEL) | 112.           |
| 176            | Joel Suter (SUI)     | 81.            |
| 177            | Boris Vallée (BEL)   | DNF-3          |

| Saint Michel-Auber 93 AUB | Saint Michel-Auber 93 AUB | Saint Michel-Auber 93 AUB |
| ------------------------- | ------------------------- | ------------------------- |
| Nr.                       | Rytter                    | Placering                 |
| 181                       | Romain Cardis (FRA)       | 55.                       |
| 182                       | Tony Hurel (FRA)          | 116.                      |
| 183                       | Louis Louvet (FRA)        | 105.                      |
| 184                       | Flavien Maurelet (FRA)    | 80.                       |
| 185                       | Yoann Paillot (FRA)       | 30.                       |
| 186                       | Jason Tesson (FRA)        | 121.                      |
| 187                       | Morne van Niekerk (RSA)   | 110.                      |

| Equipo Kern Pharma EKP | Equipo Kern Pharma EKP   | Equipo Kern Pharma EKP |
| ---------------------- | ------------------------ | ---------------------- |
| Nr.                    | Rytter                   | Placering              |
| 191                    | Martí Márquez (ESP)      | 15.                    |
| 192                    | Francisco Galván (ESP)   | 79.                    |
| 193                    | Enrique Sanz (ESP)       | DNF-3                  |
| 194                    | Roger Adrià (ESP)        | 18.                    |
| 195                    | Urko Berrade (ESP)       | 27.                    |
| 196                    | Vojtěch Řepa (CZE)       | 107.                   |
| 197                    | Raúl García Pierna (ESP) | 34.                    |

| Xelliss-Roubaix Lille Métropole XRL | Xelliss-Roubaix Lille Métropole XRL | Xelliss-Roubaix Lille Métropole XRL |
| ----------------------------------- | ----------------------------------- | ----------------------------------- |
| Nr.                                 | Rytter                              | Placering                           |
| 201                                 | Emiel Vermeulen (BEL)               | 126.                                |
| 202                                 | Ivan Centrone (LUX)                 | 33.                                 |
| 203                                 | Dylan Kowalski (FRA)                | 21.                                 |
| 204                                 | Samuel Leroux (FRA)                 | 43.                                 |
| 205                                 | Maximilien Picoux (BEL)             | 130.                                |
| 206                                 | Valentin Tabellion (FRA)            | 98.                                 |
| 207                                 | Jordan Levasseur (FRA)              | DNF-1                               |

| Cambodia Cycling Academy CCA | Cambodia Cycling Academy CCA | Cambodia Cycling Academy CCA |
| ---------------------------- | ---------------------------- | ---------------------------- |
| Nr.                          | Rytter                       | Placering                    |
| 211                          | Samy Aurignac (FRA)          | 135.                         |
| 212                          | Johan Le Bon (FRA)           | 45.                          |
| 213                          | Antoine Berlin (MON)         | DNF-3                        |

| intet hold ___ | intet hold ___     | intet hold ___ |
| -------------- | ------------------ | -------------- |
| Nr.            | Rytter             | Placering      |
| 214            | Barry Miller (USA) | DNF-3          |

| Cambodia Cycling Academy CCA | Cambodia Cycling Academy CCA | Cambodia Cycling Academy CCA |
| ---------------------------- | ---------------------------- | ---------------------------- |
| Nr.                          | Rytter                       | Placering                    |
| 217                          | Christopher Lamaille (FRA)   | DNF-3                        |

| AG2R Citroën Team ACT | AG2R Citroën Team ACT   | AG2R Citroën Team ACT |
| --------------------- | ----------------------- | --------------------- |
| Nr.                   | Rytter                  | Placering             |
| 1                     | Greg Van Avermaet (BEL) | 7.                    |
| 2                     | Oliver Naesen (BEL)     | 31.                   |
| 3                     | Marc Sarreau (FRA)      | 88.                   |
| 4                     | Julien Duval (FRA)      | 117.                  |
| 5                     | Alexis Gougeard (FRA)   | 42.                   |
| 6                     | Lawrence Naesen (BEL)   | 93.                   |
| 7                     | Damien Touzé (FRA)      | 60.                   |

| Ineos Grenadiers IGD | Ineos Grenadiers IGD              | Ineos Grenadiers IGD |
| -------------------- | --------------------------------- | -------------------- |
| Nr.                  | Rytter                            | Placering            |
| 11                   | Egan Bernal (COL)                 | 64.                  |
| 12                   | Owain Doull (GBR)                 | 25.                  |
| 13                   | Filippo Ganna (ITA) (enkeltstart) | 13.                  |
| 14                   | Ethan Hayter (GBR)                | 120.                 |
| 15                   | Michał Kwiatkowski (POL)          | 2.                   |
| 16                   | Geraint Thomas (GBR)              | 49.                  |
| 17                   | Salvatore Puccio (ITA)            | 56.                  |

| Trek-Segafredo TFS | Trek-Segafredo TFS      | Trek-Segafredo TFS |
| ------------------ | ----------------------- | ------------------ |
| Nr.                | Rytter                  | Placering          |
| 21                 | Alex Kirsch (LUX)       | 66.                |
| 22                 | Ryan Mullen (IRL)       | 89.                |
| 23                 | Vincenzo Nibali (ITA)   | 26.                |
| 24                 | Bauke Mollema (NED)     | 65.                |
| 25                 | Mattias Skjelmose (DEN) | 73.                |
| 26                 | Mads Pedersen (DEN)     | 70.                |
| 27                 | Edward Theuns (BEL)     | 8.                 |

| Groupama-FDJ GFC | Groupama-FDJ GFC        | Groupama-FDJ GFC |
| ---------------- | ----------------------- | ---------------- |
| Nr.              | Rytter                  | Placering        |
| 31               | Alexys Brunel (FRA)     | 24.              |
| 32               | Fabian Lienhard (SUI)   | 68.              |
| 33               | William Bonnet (FRA)    | 72.              |
| 34               | Jake Stewart (GBR)      | 4.               |
| 35               | Benjamin Thomas (FRA)   | 17.              |
| 36               | Lars van den Berg (NED) | 132.             |
| 37               | Romain Seigle (FRA)     | 58.              |

| EF Education-Nippo EFN | EF Education-Nippo EFN    | EF Education-Nippo EFN |
| ---------------------- | ------------------------- | ---------------------- |
| Nr.                    | Rytter                    | Placering              |
| 41                     | Alberto Bettiol (ITA)     | 20.                    |
| 42                     | Jens Keukeleire (BEL)     | 96.                    |
| 43                     | Sebastian Langeveld (NED) | 84.                    |
| 44                     | Jonas Rutsch (GER)        | 119.                   |
| 45                     | Rigoberto Urán (COL)      | 37.                    |
| 46                     | Michael Valgren (DEN)     | DNS-2                  |
| 47                     | Julius van den Berg (NED) | 118.                   |

| Total Direct Énergie TDE | Total Direct Énergie TDE   | Total Direct Énergie TDE |
| ------------------------ | -------------------------- | ------------------------ |
| Nr.                      | Rytter                     | Placering                |
| 51                       | Edvald Boasson Hagen (NOR) | 78.                      |
| 52                       | Geoffrey Soupe (FRA)       | 131.                     |
| 53                       | Pierre Latour (FRA)        | 19.                      |
| 54                       | Christopher Lawless (GBR)  | DNF-4                    |
| 55                       | Adrien Petit (FRA)         | 128.                     |
| 56                       | Niki Terpstra (NED)        | 129.                     |
| 57                       | Anthony Turgis (FRA)       | 57.                      |

| Lotto-Soudal LTS | Lotto-Soudal LTS       | Lotto-Soudal LTS |
| ---------------- | ---------------------- | ---------------- |
| Nr.              | Rytter                 | Placering        |
| 61               | John Degenkolb (GER)   | 61.              |
| 62               | Philippe Gilbert (BEL) | 11.              |
| 63               | Tim Wellens (BEL)      | 1.               |
| 64               | Andreas Kron (DEN)     | 62.              |
| 65               | Stefano Oldani (ITA)   | 14.              |
| 66               | Gerben Thijssen (BEL)  | 123.             |
| 67               | Brent Van Moer (BEL)   | 59.              |

| Bora-Hansgrohe BOH | Bora-Hansgrohe BOH        | Bora-Hansgrohe BOH |
| ------------------ | ------------------------- | ------------------ |
| Nr.                | Rytter                    | Placering          |
| 71                 | Felix Großschartner (AUT) | 48.                |
| 72                 | Nils Politt (GER)         | 3.                 |
| 73                 | Jordi Meeus (BEL)         | 95.                |
| 74                 | Pascal Ackermann (GER)    | DNS-5              |
| 75                 | Lukas Pöstlberger (AUT)   | 53.                |
| 76                 | Patrick Gamper (AUT)      | 134.               |
| 77                 | Frederik Wandahl (DEN)    | 99.                |

| Arkéa-Samsic ARK | Arkéa-Samsic ARK     | Arkéa-Samsic ARK |
| ---------------- | -------------------- | ---------------- |
| Nr.              | Rytter               | Placering        |
| 81               | Nacer Bouhanni (FRA) | 40.              |
| 82               | Bram Welten (NED)    | 108.             |
| 83               | Daniel McLay (GBR)   | 100.             |
| 84               | Łukasz Owsian (POL)  | 52.              |
| 85               | Clément Russo (FRA)  | 74.              |
| 86               | Matis Louvel (FRA)   | 67.              |
| 87               | Connor Swift (GBR)   | 22.              |

| Israel Start-Up Nation ISN | Israel Start-Up Nation ISN | Israel Start-Up Nation ISN |
| -------------------------- | -------------------------- | -------------------------- |
| Nr.                        | Rytter                     | Placering                  |
| 91                         | Rudy Barbier (FRA)         | 122.                       |
| 92                         | Jenthe Biermans (BEL)      | 46.                        |
| 93                         | Guillaume Boivin (CAN)     | 75.                        |
| 94                         | Ben Hermans (BEL)          | 28.                        |
| 95                         | Alexis Renard (FRA)        | 101.                       |
| 96                         | Mads Würtz Schmidt (DEN)   | 5.                         |
| 97                         | Sep Vanmarcke (BEL)        | 39.                        |

| Cofidis COF | Cofidis COF              | Cofidis COF |
| ----------- | ------------------------ | ----------- |
| Nr.         | Rytter                   | Placering   |
| 101         | Christophe Laporte (FRA) | 16.         |
| 102         | Jempy Drucker (LUX)      | 83.         |
| 103         | Piet Allegaert (BEL)     | 82.         |
| 104         | Tom Bohli (SUI)          | 109.        |
| 105         | Emmanuel Morin (FRA)     | 94.         |
| 106         | Anthony Perez (FRA)      | 69.         |
| 107         | Kenneth Vanbilsen (BEL)  | 114.        |

| Intermarché-Wanty-Gobert Matériaux IWG | Intermarché-Wanty-Gobert Matériaux IWG | Intermarché-Wanty-Gobert Matériaux IWG |
| -------------------------------------- | -------------------------------------- | -------------------------------------- |
| Nr.                                    | Rytter                                 | Placering                              |
| 111                                    | Jonas Koch (GER)                       | 44.                                    |
| 112                                    | Théo Delacroix (FRA)                   | 91.                                    |
| 113                                    | Tom Devriendt (BEL)                    | 113.                                   |
| 114                                    | Odd Christian Eiking (NOR)             | 10.                                    |
| 115                                    | Boy van Poppel (NED)                   | 115.                                   |
| 116                                    | Rein Taaramäe (EST)                    | 29.                                    |
| 117                                    | Danny van Poppel (NED)                 | 104.                                   |

| Qhubeka Assos TQA | Qhubeka Assos TQA                | Qhubeka Assos TQA |
| ----------------- | -------------------------------- | ----------------- |
| Nr.               | Rytter                           | Placering         |
| 121               | Sean Bennett (USA)               | 63.               |
| 122               | Simon Clarke (AUS)               | 54.               |
| 123               | Michael Gogl (AUT)               | 6.                |
| 124               | Andreas Stokbro (DEN)            | DNS-2             |
| 125               | Matteo Pelucchi (ITA)            | 127.              |
| 126               | Łukasz Wiśniowski (POL)          | 87.               |
| 127               | Giacomo Nizzolo (ITA) (landevej) | 90.               |

| B&B Hotels p/b KTM BBK | B&B Hotels p/b KTM BBK | B&B Hotels p/b KTM BBK |
| ---------------------- | ---------------------- | ---------------------- |
| Nr.                    | Rytter                 | Placering              |
| 131                    | Bryan Coquard (FRA)    | 23.                    |
| 132                    | Cyril Barthe (FRA)     | 12.                    |
| 133                    | Jens Debusschere (BEL) | 106.                   |
| 134                    | Jérémy Lecroq (FRA)    | 76.                    |
| 135                    | Cyril Lemoine (FRA)    | 133.                   |
| 136                    | Quentin Pacher (FRA)   | 36.                    |
| 137                    | Kévin Réza (FRA)       | 111.                   |

| Alpecin-Fenix AFC | Alpecin-Fenix AFC               | Alpecin-Fenix AFC |
| ----------------- | ------------------------------- | ----------------- |
| Nr.               | Rytter                          | Placering         |
| 141               | Silvan Dillier (SUI)            | 32.               |
| 142               | Tobias Bayer (AUT)              | 47.               |
| 143               | Tim Merlier (BEL)               | 102.              |
| 144               | Sam Gaze (NZL)                  | 86.               |
| 145               | Senne Leysen (BEL)              | 97.               |
| 146               | Dries De Bondt (BEL) (landevej) | 85.               |
| 147               | Otto Vergaerde (BEL)            | 71.               |

| Sport Vlaanderen-Baloise SVB | Sport Vlaanderen-Baloise SVB | Sport Vlaanderen-Baloise SVB |
| ---------------------------- | ---------------------------- | ---------------------------- |
| Nr.                          | Rytter                       | Placering                    |
| 151                          | Lindsay De Vylder (BEL)      | DNS-1                        |
| 152                          | Rune Herregodts (BEL)        | DNS-1                        |
| 153                          | Jens Reynders (BEL)          | DNS-1                        |
| 154                          | Fabio Van den Bossche (BEL)  | DNS-1                        |
| 155                          | Kenneth Van Rooy (BEL)       | DNS-1                        |
| 156                          | Sasha Weemaes (BEL)          | DNS-1                        |
| 157                          | Thimo Willems (BEL)          | DNS-1                        |

| Delko DKO | Delko DKO                               | Delko DKO |
| --------- | --------------------------------------- | --------- |
| Nr.       | Rytter                                  | Placering |
| 161       | Pierre Barbier (FRA)                    | 125.      |
| 162       | Clément Carisey (FRA)                   | 9.        |
| 163       | Alexandre Delettre (FRA)                | 51.       |
| 164       | Mauro Finetto (ITA)                     | 38.       |
| 165       | Eduard-Michael Grosu (ROU)              | 77.       |
| 166       | Evaldas Šiškevicius (LTU) (enkeltstart) | 41.       |
| 167       | August Jensen (NOR)                     | 35.       |

| Bingoal-WB BWB | Bingoal-WB BWB       | Bingoal-WB BWB |
| -------------- | -------------------- | -------------- |
| Nr.            | Rytter               | Placering      |
| 171            | Arjen Livyns (BEL)   | 50.            |
| 172            | Timothy Dupont (BEL) | 103.           |
| 173            | Milan Menten (BEL)   | 92.            |
| 174            | Tom Paquot (BEL)     | 124.           |
| 175            | Ludovic Robeet (BEL) | 112.           |
| 176            | Joel Suter (SUI)     | 81.            |
| 177            | Boris Vallée (BEL)   | DNF-3          |

| Saint Michel-Auber 93 AUB | Saint Michel-Auber 93 AUB | Saint Michel-Auber 93 AUB |
| ------------------------- | ------------------------- | ------------------------- |
| Nr.                       | Rytter                    | Placering                 |
| 181                       | Romain Cardis (FRA)       | 55.                       |
| 182                       | Tony Hurel (FRA)          | 116.                      |
| 183                       | Louis Louvet (FRA)        | 105.                      |
| 184                       | Flavien Maurelet (FRA)    | 80.                       |
| 185                       | Yoann Paillot (FRA)       | 30.                       |
| 186                       | Jason Tesson (FRA)        | 121.                      |
| 187                       | Morne van Niekerk (RSA)   | 110.                      |

| Equipo Kern Pharma EKP | Equipo Kern Pharma EKP   | Equipo Kern Pharma EKP |
| ---------------------- | ------------------------ | ---------------------- |
| Nr.                    | Rytter                   | Placering              |
| 191                    | Martí Márquez (ESP)      | 15.                    |
| 192                    | Francisco Galván (ESP)   | 79.                    |
| 193                    | Enrique Sanz (ESP)       | DNF-3                  |
| 194                    | Roger Adrià (ESP)        | 18.                    |
| 195                    | Urko Berrade (ESP)       | 27.                    |
| 196                    | Vojtěch Řepa (CZE)       | 107.                   |
| 197                    | Raúl García Pierna (ESP) | 34.                    |

| Xelliss-Roubaix Lille Métropole XRL | Xelliss-Roubaix Lille Métropole XRL | Xelliss-Roubaix Lille Métropole XRL |
| ----------------------------------- | ----------------------------------- | ----------------------------------- |
| Nr.                                 | Rytter                              | Placering                           |
| 201                                 | Emiel Vermeulen (BEL)               | 126.                                |
| 202                                 | Ivan Centrone (LUX)                 | 33.                                 |
| 203                                 | Dylan Kowalski (FRA)                | 21.                                 |
| 204                                 | Samuel Leroux (FRA)                 | 43.                                 |
| 205                                 | Maximilien Picoux (BEL)             | 130.                                |
| 206                                 | Valentin Tabellion (FRA)            | 98.                                 |
| 207                                 | Jordan Levasseur (FRA)              | DNF-1                               |

| Cambodia Cycling Academy CCA | Cambodia Cycling Academy CCA | Cambodia Cycling Academy CCA |
| ---------------------------- | ---------------------------- | ---------------------------- |
| Nr.                          | Rytter                       | Placering                    |
| 211                          | Samy Aurignac (FRA)          | 135.                         |
| 212                          | Johan Le Bon (FRA)           | 45.                          |
| 213                          | Antoine Berlin (MON)         | DNF-3                        |

| intet hold ___ | intet hold ___     | intet hold ___ |
| -------------- | ------------------ | -------------- |
| Nr.            | Rytter             | Placering      |
| 214            | Barry Miller (USA) | DNF-3          |

| Cambodia Cycling Academy CCA | Cambodia Cycling Academy CCA | Cambodia Cycling Academy CCA |
| ---------------------------- | ---------------------------- | ---------------------------- |
| Nr.                          | Rytter                       | Placering                    |
| 217                          | Christopher Lamaille (FRA)   | DNF-3                        |